# Nikołaj Dutow
Nikołaj Grigorjewicz Dutow (ros. Николай Григорьевич Дутов, ur. 30 października 1938 we wsi Czernianoje w rejonie tambowskim obwodu tambowskiego, zm. 6 stycznia 1992 w Tambowie) – rosyjski lekkoatleta startujący w barwach Związku Radzieckiego, długodystansowiec,  olimpijczyk.

## Kariera sportowa
Zajął 7. miejsce w biegu na 5000 metrów i nie ukończył biegu na 10 000 metrów na igrzyskach olimpijskich w 1964 w Tokio.
Zwyciężył w biegu na 10 000 metrów w finale pucharu Europy w 1965 w Stuttgarcie.
Był mistrzem ZSRR w biegu na 5000 metrów w 1963, w biegu na 10 000 metrów w 1969 i w biegu przełajowym na długim dystansie w latach 1964–1966 oraz wicemistrzem w biegu na 10 000  metrów w 1964.
Jego trenerem był Nikołaj Pudow.
Rekordy życiowe Dutowa:
- bieg na 5000 metrów – 13:46,6 (25 czerwca 1966, Moskwa)
- bieg na 10 000 metrów – 28:22,0 (31 lipca 1965, Kijów)